# DeSean Boyce
DeSean Anju L Boyce (* 23. Oktober 2001) ist ein barbadischer Leichtathlet, der sich auf den Sprint spezialisiert hat.

## Sportliche Laufbahn
Erste internationale Erfahrungen sammelte DeSean Boyce im Jahr 2023, als er bei den Zentralamerika- und Karibikspielen in San Salvador in 45,32 s den vierten Platz im 400-Meter-Lauf belegte und mit der barbadischen 4-mal-400-Meter-Staffel in 3:02,12 min die Silbermedaille hinter dem Team aus Trinidad und Tobago gewann. Anschließend kam er bei den Weltmeisterschaften in Budapest im Vorlauf über 400 Meter nicht ins Ziel. 

## Persönliche Bestleistungen
- 400 Meter: 44,85 s, 20. Mai 2023 in Hobbs
  - 400 Meter (Halle): 47,42 s, 10. Februar 2023 in Lubbock